# رمضان عبداللطیف‌اف
رمضان عبداللطیف‌اف (آواری: Рамазан ГІабдулатІипов؛ زادهٔ ۴ اوت ۱۹۴۶) سیاست‌مدار و دیپلمات اهل کشور روسیه با اصالت داغستانی و آوار است. وی از ۲۸ ژانویه ۲۰۱۳ تا ٢٠٢٣ رهبر جمهوری داغستان است.